# Cerro El Pital
Cerro El Pital is een berg in Centraal-Amerika op de grens van El Salvador en Honduras. De berg ligt op 12 kilometer afstand van de plaats La Palma in El Salvador en heeft een hoogte van 2.730 meter hoogte, waarmee het de hoogste berg van El Salvador is. De berg ligt midden in een nevelwoud met een gemiddelde temperatuur van 10 °C. 
De berg is een van de grootste toeristische attracties in El Salvador, met een grote biodiversiteit in flora en fauna. In het nevelwoud komen een aantal zeldzame planten voor en zeldzame vogels zoals de Quetzal, een soort Trogon. 
Tussen november en februari ligt de temperatuur op de berg tussen de -6 °C en de 10 °C en de rest van het jaar tussen de 5 °C en 20 °C. Hiermee is het de koudste plaats van het land. 